# EKG-analys
EKG-analys är en bok skriven av Morten Bryhn och Per Löfdahl år 1987. Den ger en kort introduktion till kunskap om och analys av elektrokardiografi (EKG). I boken behandlas enkla exempel på EKG-störningar som förmaksflimmer och arytmier. Trots att boken är daterad är den fortfarande rekommenderad kurslitteratur vid läkarprogram och sjuksköterskeprogram i Sverige . År 2014 släpptes den elektroniskt på Wikibooks med Creative Commons-licens.